# Feliks Kanabus

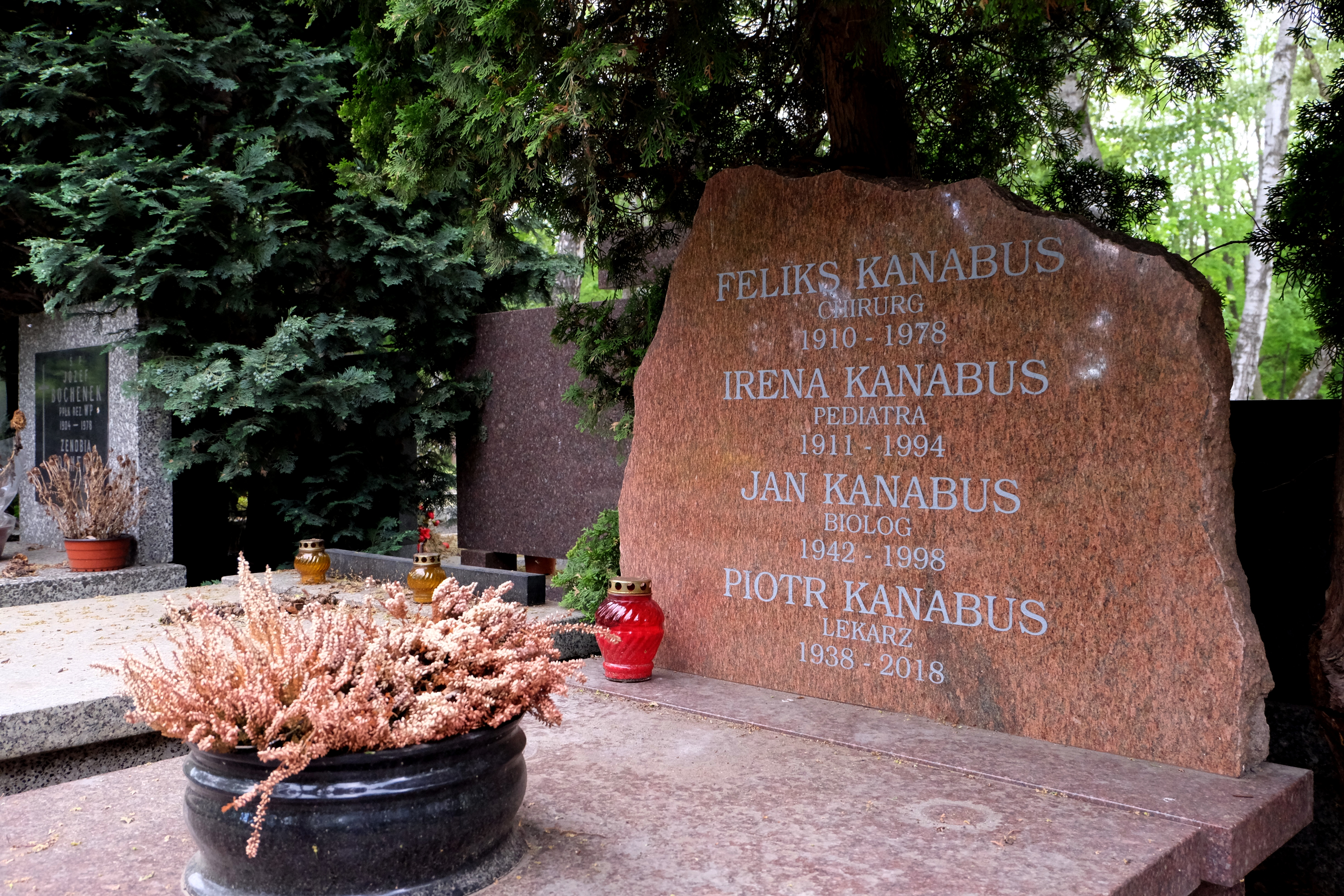
Grób Feliksa i Ireny Kanabusów na Cmentarzu Wojskowym na Powązkach w Warszawie

Feliks Zenon Kanabus, ps. Katgut, Feliks (ur. 20 listopada 1910 w Warszawie, zm. 5 stycznia 1978 tamże) – polski lekarz chirurg.

## Życiorys
Feliks Kanabus urodził się 20 listopada 1910 roku w Warszawie jako syn Andrzeja (kucharza) i Adeli z Dąbrowskich (położnej); pochodził z Klarysewa. Studiował na kierunku lekarskim na Uniwersytecie Warszawskim w latach 1929–1934, dyplom ukończenia studiów odebrał w 1937 roku. Podczas studiów poznał przyszłą żonę, Irenę Budzilewicz, z którą wziął ślub w 1936 roku. Specjalizował się w chirurgii.
Jeszcze w czasie studiów publicznie występował przeciwko antysemityzmowi (getto ławkowe), miał też wśród przyjaciół wielu Żydów. Po rozpoczęciu okupacji niemieckiej Kanabus z żoną udzielał pomocy znajomym Żydom, m.in. wyrabiając fałszywe dokumenty i ukrywając zbiegów z getta. Jeszcze przed zamknięciem getta Kanabus otrzymał od lekarza Ludwiga Koenigsteina prośbę o przeprowadzenie zabiegu rekonstrukcji napletka, ukrywającego obrzezanie. Pomimo braku doświadczenia oraz stosownej literatury Kanabus wymyślił sposób przeprowadzenia zabiegu i zrealizował go z sukcesem, a następnie powtórzył go u innych znajomych. Pacjentom, u których zabieg nie był możliwy, wystawiał sfałszowane zaświadczenia o wykonaniu obrzezania z przyczyn medycznych, podpisując je nazwiskiem swojego dawnego, zmarłego już wykładowcy. Kolejne operacje przeprowadzał również w następnych latach, także po likwidacji getta. Zajmował się także innymi zabiegami, które miały pomóc w ukryciu żydowskiego pochodzenia, tj. operacjami plastycznymi ukrywającymi semickie cechy wyglądu, m.in. skracania nosa. W wielu zabiegach asystowała mu żona, która dopiero w okresie okupacji nabyła niezbędne umiejętności anestezjologiczne.
Zaangażowany w działalność konspiracyjną, w Armii Krajowej posługiwał się pseudonimami Katgut i Feliks. Podczas powstania warszawskiego Kanabus pracował w szpitalu w klasztorze zmartwychwstanek, następnie był ewakuowany na ul. Mickiewicza, a potem na ul. Krechowiecką. Ranny 23 sierpnia 1944 roku. Po upadku powstania rodzina trafiła do Bukowiny Tatrzańskiej, a następnie do Krakowa, po czym w połowie 1946 roku wróciła do Warszawy.
Po wojnie Kanabus nadal pracował w warszawskich szpitalach jako chirurg. Z powodu związków ze środowiskiem AK był w latach 1953−1956 więziony i pracował w szpitalu więziennym. W latach 50. rozwiódł się z żoną, ale pozostał z nią w dobrych stosunkach. 21 września 1965 roku został odznaczony medalem Sprawiedliwego wśród Narodów Świata, jego żona otrzymała tytuł w 1995 roku.
Zmarł 1 czerwca 1978 w Warszawie. Pochowany na Cmentarzu Wojskowym na Powązkach (kwatera IIC11-2-8).